# Panicum dewinteri
Panicum dewinteri är en gräsart som beskrevs av J.G.Anderson. Panicum dewinteri ingår i släktet vipphirser, och familjen gräs. Inga underarter finns listade i Catalogue of Life.